# Tournoi d'ouverture du championnat du Guatemala de football 2004
Navigation
Saison précédente Saison suivante
Le Tournoi Apertura 2004 est le onzième tournoi saisonnier de football disputé au Guatemala.
C'est cependant la 58e fois que le titre de champion du Guatemala est remis en jeu.
Lors de ce tournoi, le Cobán Imperial a tenté de conserver son titre de champion du Guatemala face aux neuf meilleurs clubs guatémaltèques.
Chacun des dix clubs participant était confronté deux fois aux neuf autres équipes. Puis les six meilleurs se sont affrontés lors d'une phase finale à la fin du tournoi.
Seulement une place était qualificative pour la Copa Interclubes UNCAF.

## Les 10 clubs participants
| \| Guatemala: Aurora FC CSD Comunicaciones CSD Municipal Antigua GFC Guatemala Cobán Imperial Guatemala CD Heredia CD Jalapa Deportivo Marquense Guatemala Deportivo Suchitepéquez Xelaju MC \| Localisation des clubs. |
| Guatemala: Aurora FC CSD Comunicaciones CSD Municipal Antigua GFC Guatemala Cobán Imperial Guatemala CD Heredia CD Jalapa Deportivo Marquense Guatemala Deportivo Suchitepéquez Xelaju MC                               |

Ce tableau présente les dix équipes qualifiées pour disputer le championnat 2004-2005. On y trouve le nom des clubs, le nom des stades dans lesquels ils évoluent ainsi que la capacité et la localisation de ces derniers.
| Club                    | Stade                         | Capacité | Ville             |
| Antigua GFC             | Stade Pensativo               | 10 000   | Antigua Guatemala |
| Aurora FC               | Stade de l'Ejército           | 13 300   | Guatemala City    |
| Cobán Imperial          | Stade Verapaz                 | 15 000   | Cobán             |
| CSD Comunicaciones      | Stade Mateo Flores            | 30 000   | Guatemala City    |
| CD Heredia              | Stade Julián Tesucún          | 8 000    | San José          |
| CD Jalapa               | Stade Las Flores              | 15 000   | Jalapa            |
| Deportivo Marquense     | Stade Marquesa de la Ensenada | 10 000   | San Marcos        |
| CSD Municipal           | Stade Mateo Flores            | 30 000   | Guatemala City    |
| Deportivo Suchitepéquez | Stade Carlos Salazar Hijo     | 12 000   | Mazatenango       |
| Xelaju MC               | Stade Mario Camposeco         | 11 000   | Quetzaltenango    |

## Compétition
Le tournoi Apertura se déroule de la même façon que les tournois saisonniers précédents, en deux phases :
- La phase de qualification : les dix-huit journées de championnat.
- La phase finale : les matchs aller-retour allant des quarts de finale à la finale.

### Phase de qualification
Lors de la phase de qualification les dix équipes affrontent à deux reprises les neuf autres équipes selon un calendrier tiré aléatoirement.
Les deux meilleures équipes sont qualifiées directement pour les demi-finales et les quatre suivantes pour les quarts de finale.
Le classement est établi sur le barème de points classique (victoire à 3 points, match nul à 1, défaite à 0).
Le départage final se fait selon les critères suivants :
- Le nombre de points.
- La différence de buts générale.
- Le nombre de buts marqué.

#### Classement
| Rang | Équipe                    | Pts | J  | G | N | P  | Bp | Bc | Diff |
| ---- | ------------------------- | --- | -- | - | - | -- | -- | -- | ---- |
| 1    | CSD Municipal             | 31  | 18 | 9 | 4 | 5  | 38 | 22 | +16  |
| 2    | CSD Comunicaciones        | 31  | 18 | 9 | 4 | 5  | 34 | 20 | +14  |
| 3    | Deportivo Marquense       | 30  | 18 | 9 | 3 | 6  | 33 | 25 | +8   |
| 4    | Deportivo Suchitepéquez P | 29  | 18 | 8 | 5 | 5  | 32 | 30 | +2   |
| 5    | Xelaju MC                 | 26  | 18 | 6 | 8 | 4  | 21 | 22 | -1   |
| 6    | CD Heredia P              | 23  | 18 | 5 | 8 | 5  | 26 | 29 | -3   |
| 7    | Cobán Imperial T          | 23  | 18 | 7 | 2 | 9  | 25 | 29 | -4   |
| 8    | CD Jalapa                 | 23  | 18 | 7 | 2 | 9  | 34 | 40 | -6   |
| 9    | Antigua GFC               | 19  | 18 | 6 | 1 | 11 | 20 | 29 | -9   |
| 10   | Aurora FC                 | 14  | 18 | 3 | 5 | 10 | 18 | 35 | -17  |

| Légende : Qualifications et relégations | Légende : Qualifications et relégations          |
| --------------------------------------- | ------------------------------------------------ |
|                                         | Qualifié pour les demi-finales                   |
|                                         | Qualifié pour les quarts de finale               |
|                                         | T Tenant du titre P Promu de la saison 2003-2004 |

#### Matchs
| Résultats (▼dom., ►ext.)                                   | Ant | Aur | Cob | Com | Her | Jal | Mar | Mun | Suc | Xel |
| Antigua GFC                                                |     | 2-0 | 0-1 | 2-1 | 1-2 | 3-2 | 1-2 | 3-1 | 1-0 | 1-1 |
| Aurora FC                                                  | 3-1 |     | 1-1 | 3-2 | 2-2 | 1-3 | 1-1 | 2-1 | 1-2 | 0-1 |
| Cobán Imperial                                             | 1-0 | 3-0 |     | 0-1 | 0-1 | 1-0 | 0-4 | 3-2 | 3-0 | 3-0 |
| CSD Comunicaciones                                         | 3-0 | 3-0 | 3-1 |     | 3-0 | 5-1 | 0-0 | 2-1 | 0-0 | 1-0 |
| CD Heredia                                                 | 2-1 | 1-1 | 4-1 | 2-3 |     | 2-2 | 2-1 | 1-1 | 1-1 | 1-1 |
| CD Jalapa                                                  | 3-1 | 2-0 | 2-2 | 2-1 | 2-1 |     | 5-2 | 0-5 | 2-4 | 4-1 |
| Deportivo Marquense                                        | 1-0 | 3-1 | 1-0 | 2-1 | 3-0 | 2-1 |     | 2-3 | 5-3 | 0-1 |
| CSD Municipal                                              | 1-2 | 4-0 | 5-2 | 1-1 | 1-1 | 3-1 | 2-1 |     | 1-0 | 1-1 |
| Deportivo Suchitepéquez                                    | 3-1 | 2-1 | 3-2 | 2-2 | 4-2 | 3-0 | 3-2 | 0-4 |     | 1-1 |
| Xelaju MC                                                  | 2-0 | 1-1 | 2-1 | 3-2 | 1-1 | 3-2 | 1-1 | 0-1 | 1-1 |     |
| - Victoire à domicile - Match nul - Victoire à l'extérieur |     |     |     |     |     |     |     |     |     |     |

### La phase finale
Les six équipes qualifiées sont réparties dans le tableau final d'après leur classement général, le premier affrontant lors des demi-finales le vainqueur du quart opposant le quatrième au cinquième et le deuxième affrontant le vainqueur du quart opposant le troisième au sixième.
En cas d'égalité sur la somme des deux matchs, c'est l'équipe étant la mieux classé lors de la compétition régulière qui l'emporte à l'exception de la finale où une prolongation puis une séance de tirs au but ont éventuellement lieu.

#### Tableau
|  |                         |                    |                    |               |                     |     |   |            |            |            |            |               |     |   |        |        |        |        |        |  |  |
|  | 1/4 de finale           | 1/4 de finale      | 1/4 de finale      | 1/4 de finale | 1/4 de finale       |     |   | 1/2 finale | 1/2 finale | 1/2 finale | 1/2 finale | 1/2 finale    |     |   | Finale | Finale | Finale | Finale | Finale |  |  |
|  |                         |                    |                    |               |                     |     |   |            |            |            |            |               |     |   |        |        |        |        |        |  |  |
|  |                         |                    |                    |               |                     |     |   |            |            |            |            |               |     |   |        |        |        |        |        |  |  |
|  |                         |                    |                    |               |                     |     |   |            |            |            |            |               |     |   |        |        |        |        |        |  |  |
|  |                         |                    |                    |               |                     |     |   |            |            |            |            |               |     |   |        |        |        |        |        |  |  |
|  |                         |                    |                    |               |                     |     |   |            |            |            |            |               |     |   |        |        |        |        |        |  |  |
|  | CSD Municipal           | (1)                | 0                  | 2             |                     |     |   |            |            |            |            |               |     |   |        |        |        |        |        |  |  |
|  | CSD Municipal           | (1)                | 0                  | 2             |                     |     |   |            |            |            |            |               |     |   |        |        |        |        |        |  |  |
|  |                         |                    | Xelaju MC          | (5)           | 2                   | 0   |   |            |            |            |            |               |     |   |        |        |        |        |        |  |  |
|  | Deportivo Suchitepéquez | (4)                | Xelaju MC          | (5)           | 2                   | 0   | 1 | 1          |            |            |            |               |     |   |        |        |        |        |        |  |  |
|  | Deportivo Suchitepéquez | (4)                |                    |               |                     |     |   |            |            |            |            |               |     |   |        |        |        |        |        |  |  |
|  | Xelaju MC               | (5)                | 2                  | 2             |                     |     |   |            |            |            |            |               |     |   |        |        |        |        |        |  |  |
|  | Xelaju MC               | (5)                | 2                  | 2             |                     |     |   |            |            |            |            | CSD Municipal | (1) | 5 | 4      |        |        |        |        |  |  |
|  |                         |                    |                    |               |                     |     |   |            |            |            |            | CSD Municipal | (1) | 5 | 4      |        |        |        |        |  |  |
|  |                         | CSD Comunicaciones | (2)                | 1             | 1                   |     |   |            |            |            |            |               |     |   |        |        |        |        |        |  |  |
|  | Deportivo Marquense     | CSD Comunicaciones | (2)                | 1             | 1                   | (3) | 2 | 2          |            |            |            |               |     |   |        |        |        |        |        |  |  |
|  | Deportivo Marquense     |                    |                    |               |                     |     | 2 | 2          |            |            |            |               |     |   |        |        |        |        |        |  |  |
|  | CD Heredia              | (6)                | 3                  | 0             |                     |     |   |            |            |            |            |               |     |   |        |        |        |        |        |  |  |
|  | CD Heredia              | (6)                | 3                  | 0             | Deportivo Marquense | (3) | 3 | 1          |            |            |            |               |     |   |        |        |        |        |        |  |  |
|  |                         |                    |                    |               |                     | (3) | 3 | 1          |            |            |            |               |     |   |        |        |        |        |        |  |  |
|  |                         |                    | CSD Comunicaciones | (2)           | 1                   | 5   |   |            |            |            |            |               |     |   |        |        |        |        |        |  |  |
|  |                         |                    |                    |               |                     | 5   |   |            |            |            |            |               |     |   |        |        |        |        |        |  |  |
|  |                         |                    |                    |               |                     |     |   |            |            |            |            |               |     |   |        |        |        |        |        |  |  |
|  |                         |                    |                    |               |                     |     |   |            |            |            |            |               |     |   |        |        |        |        |        |  |  |
|  |                         |                    |                    |               |                     |     |   |            |            |            |            |               |     |   |        |        |        |        |        |  |  |

#### Quarts de finale
| Club                    | Aller | Retour | Club       | Commentaire |
| Deportivo Suchitepéquez | 1-2   | 1-2    | Xelaju MC  |             |
| Deportivo Marquense     | 2-3   | 2-0    | CD Heredia |             |

#### Demi-finales
| Club               | Aller | Retour | Club                | Commentaire |
| CSD Municipal      | 0-2   | 2-0    | Xelaju MC           |             |
| CSD Comunicaciones | 1-3   | 5-1    | Deportivo Marquense |             |

#### Finale
| Match aller      | CSD Comunicaciones | 1:5   | CSD Municipal                                                                                             | Stade Mateo Flores |  |
| 15 décembre 2004 | 8e Jhony Cubero    | (1:5) | 14e Guillermo Ramírez · 17e Juan Plata · 24e (pen.) Mario Acevedo · 39e Jacinto Zorrilla · 42e Juan Plata |                    |  |

| Match retour     | CSD Municipal                                                             | 4:1   | CSD Comunicaciones   | Stade Mateo Flores |  |
| 19 décembre 2004 | 10e Juan Plata · 29e Mario Acevedo · 77e Fredy García 77 · 87e Juan Plata | (2:1) | 12e Dwight Pezarossi |                    |  |

## Bilan du tournoi
| Tournoi d'ouverture du championnat de football du Guatemala 2004 |                    |
| Champion                                                         | CSD Municipal      |
| Dauphin                                                          | CSD Comunicaciones |
| Qualifications continentales                                     |                    |
| Copa Interclubes UNCAF 2005 (en) (Premier tour)                  | CSD Municipal      |